# Isabelle Huault
Pour les articles homonymes, voir Huault.
Isabelle Huault (), née le 18 juin 1967 à Lyon, est une universitaire française, professeure en sciences de gestion spécialisée dans la théorie des organisations. Présidente de l'université Paris-Dauphine de 2016 à 2020, elle est présidente du directoire de l'EM Lyon Business School depuis le 1er septembre 2020. À son arrivée, elle fait adopter le plan Confluences 2025 qui met l'accent sur trois grands axes que sont l'engagement, l'hybridation et l'internationalisation de l'école.

## Biographie

### Parcours
Diplômée de l'EM Lyon en 1990, elle soutient sa thèse de sciences de gestion à l'université Jean-Moulin-Lyon-III en 1994 et devient maître de conférences à l'université de Versailles-Saint-Quentin-en-Yvelines. Elle est reçue à l'agrégation du supérieur en 1999 et est nommée professeur à l'université de Paris XII Val-de-Marne. Elle occupe ensuite un poste de professeur à l'université Panthéon-Assas de 2002 à 2005, puis à l'université Paris-Dauphine à partir de 2005. À Dauphine, elle est d'abord directrice de l'école doctorale de gestion, puis de l'unité mixte de recherche Dauphine Recherches en management. En 2015, Laurent Batsch la nomme vice-présidente chargée d'une mission sur la gestion du corps enseignant. Elle est élue présidente de l'université Paris-Dauphine le 8 décembre 2016. En mai 2020, l'EM Lyon annonce l’arrivée d’Isabelle Huault au poste de présidente du directoire et directrice générale.

### Vie privée
Elle épouse en 1991 Nicolas Huault, consultant. Le couple a trois enfants.

## Travaux de recherche
Spécialiste de la théorie organisations, les travaux de recherche de Isabelle Huault portent principalement sur la question de la construction sociale des marchés financiers (en particulier ceux des dérivatifs de crédit), de la financiarisation et de la régulation financière, utilisant alternativement une perspective par les institutions ou une perspective par les champs, inspirés par le travail de Pierre Bourdieu.
Les travaux d'Isabelle Huault examinent les questions de changement ou de maintien des institutions dans l’industrie financière et ont été publiés dans des revues telles que Organization Studies et Organization, une revue de management critique. Ils mettent plus particulièrement en avant le rôle des acteurs dans la production des règles du jeu institutionnelles, et comment certains d’entre eux se comportent en « entrepreneurs institutionnels » pour infléchir les règles dans une direction qui leur soit favorable. Dans cette perspective, ses recherches étudient tout le « travail institutionnel » mené au sein d’un secteur pour le faire évoluer ou pour le maintenir en l’état,.
Elle a dirigé 25 thèses de doctorat en sciences de gestion.

## Publications
- « Embeddedness et théorie de l'entreprise : Autour des travaux de Mark Granovetter », Annales des mines « Gérer et comprendre »,‎ 1998 (lire en ligne)
- Paul DiMaggio et Walter W. Powell-Des organisations en quête de légitimité. Éditions EMS. 2009

### En anglais
- (en) Market shaping as an answer to ambiguities: The case of credit derivatives. Organization studies, 30(5), 549-575. 2009, avec Helene Rainelli
- (en) Finance. The Discreet Regulator. How Financial Activities Shape and Transform the World, Palgrave MacMillan (avec C. Richard), 2012.
- (en) Beyond macro-and micro-emancipation: Rethinking emancipation in organization studies. Organization, 21(1), 22-49. 2014 avec André Spicer et Véronique Perret
- (en) Critical Management Studies: Global Voices, Local Accents, Routledge, (avec C. Grey, V. Perret et L. Taskin), 2016.

## Distinctions
- Chevalier de la Légion d'honneur (2018)[14].
- Chevalier de l'ordre des Palmes académiques[15].
- Femmes décideurs 2022 - Trophée Transition (mai 2022)[16].